# Hospital Clínico San Carlos
El Hospital Clínico San Carlos es un centro hospitalario de titularidad pública, situado en el distrito de Moncloa-Aravaca de la ciudad de Madrid. Está administrado por el Servicio Madrileño de Salud, dependiente de la Consejería de Sanidad de la Comunidad de Madrid.

## Historia
A lo largo de su historia ha ido cambiando de funciones, desde un albergue, hospital hasta finalmente clínico universitario. Cabe destacar que dicha institución ha tenido dos ubicaciones diferentes a lo largo de su historia. En sus comienzos se encontraba en la zona de Atocha, siendo a comienzos del siglo XX trasladado a la zona de la Moncloa. El antiguo edificio hospitalario de la glorieta de Atocha alberga desde 1988 el Museo Nacional Centro de Arte Reina Sofía, mientras que la vieja Facultad de Medicina de San Carlos, entre las calles de Atocha y Santa Isabel, es la sede del Colegio Oficial de Médicos de Madrid y del Real Conservatorio Superior de Música de Madrid. 

### Origen: del "Albergue de Mendigos" hasta el Edificio Villanueva: 1587-1887

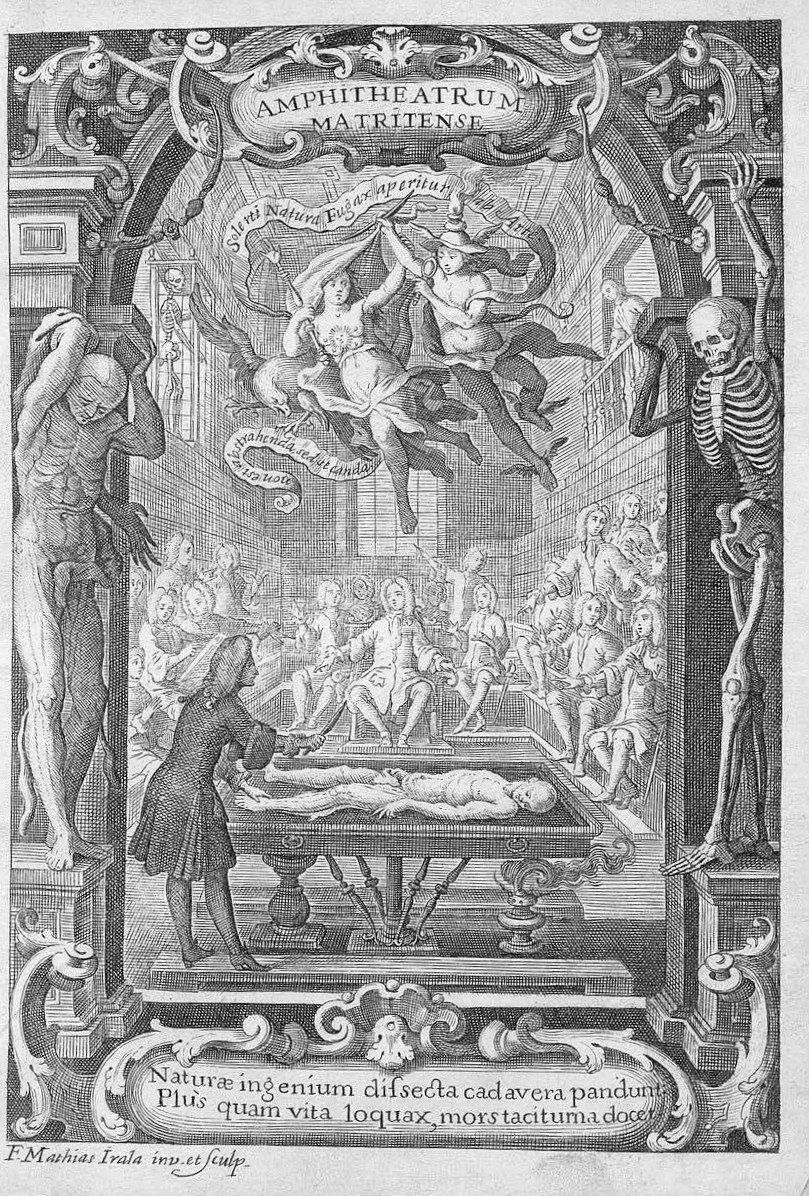
Amphiteatrum matritense. Representa el anfiteatro anatómico del Hospital General de Madrid. Portada de la Anatomía completa del hombre de Martín Martínez, 1728.

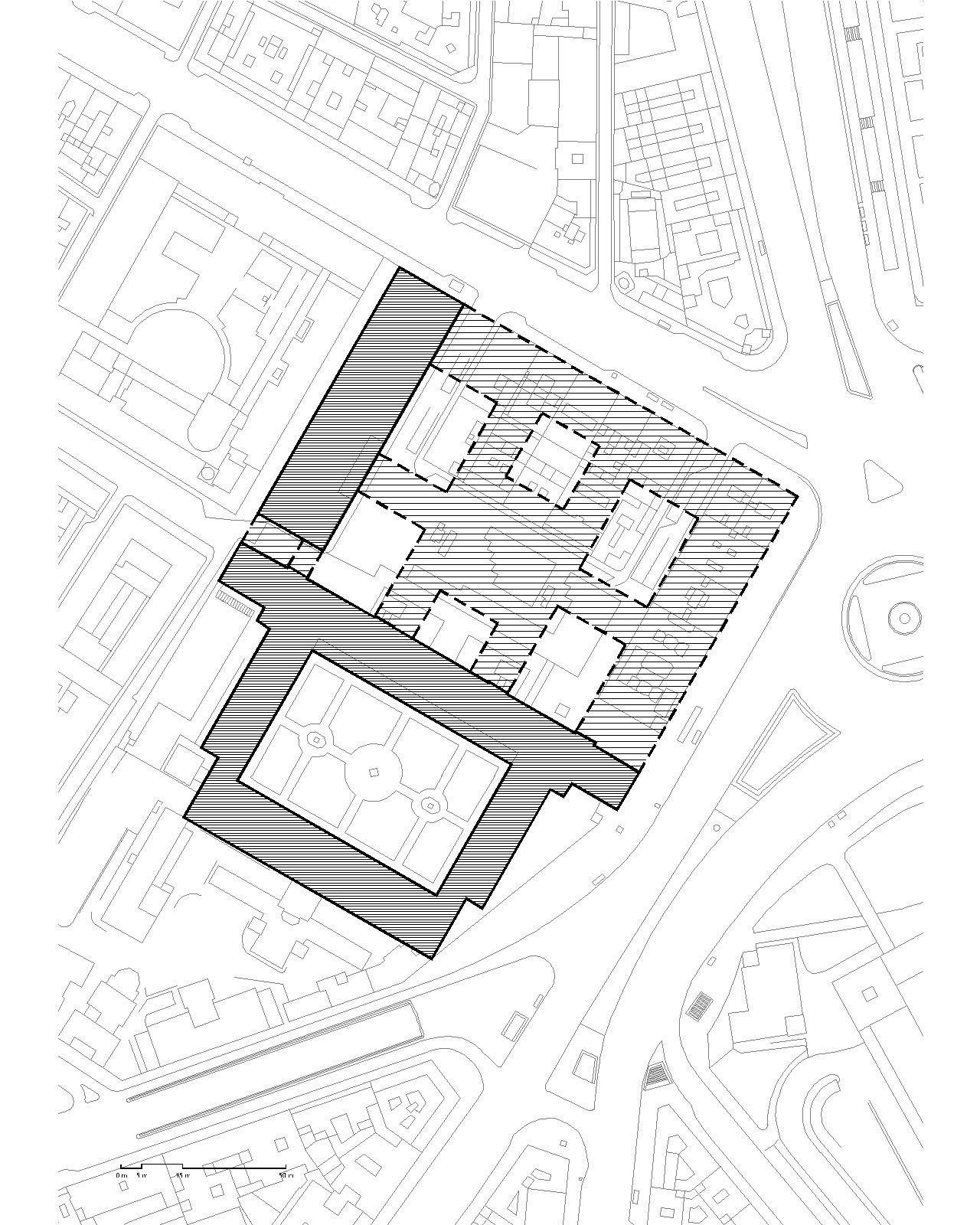
Planta general que muestra qué parte del proyecto de Sabatini se ejecutó.

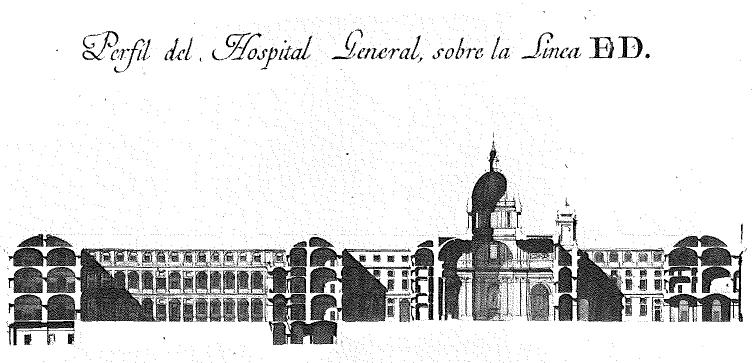
Perfil longitudinal del Hospital General de Atocha.

En 1587 se decide la reunión de todos los hospitales de Madrid en una nueva institución que se ubicará frente al actual Congreso de los Diputados. Se le conocerá como Hospital General de Nuestra Señora de la Encarnación y San Roque. Esta ubicación durará muy poco pues en muy breve tiempo se dispondrá el traslado de dicho hospital al "Albergue de Mendigos", que se situaba al final de la calle Atocha. La fundación de este "Albergue de Mendigos" tiene un origen real tras una propuesta realizada por Don Cristóbal Pérez de Herrera en tiempos de Felipe II. Este monarca fue, precisamente, quien puso la primera piedra de esta institución el 8 de septiembre de 1596
Este traslado se hará en 1603 —en el caso del pabellón masculino—, reinando ya Felipe III y 1636 —en el caso del femenino— reinando Felipe IV. El ala de mujeres se ubicó en unas edificaciones situadas bajo el que fue Colegio de Cirugía San Carlos. En el siglo XVIII el hospital toma su fisonomía definitiva. Felipe V encarga la construcción de un nuevo edificio. El primer proyecto se encargó a Ventura Rodríguez y fue rechazado por ser poco funcional. Se aprobó el presentado por el ingeniero militar José de Hermosilla. Este inicia en 1758 los trabajos del nuevo hospital en unos terrenos baldíos que había detrás del Albergue de Pérez de Herrera para que mientras tanto siguiera el uso del antiguo.
Construyó los sótanos y elevó el edificio en algunas zonas hasta el piso principal. A su muerte, ya en tiempos de Carlos III, se encarga a Francisco Sabatini, quien lo reanuda con un tercer proyecto mucho más costoso y grandioso que el anterior. Incluía una solemne fachada de 165 metros situada en la calle de Atocha. Hubo grandes dificultades económicas para continuar con el monumental hospital, por lo que el proyecto fue abandonado. A la muerte de Carlos III, en 1788, solamente se había cerrado uno de los patios (de los siete proyectados) y se había construido un brazo que llegaba hasta la calle Atocha en la zona oeste (en donde está en la actualidad el Real Conservatorio de Música). En palabras de Sabatini, se construyeron sólo las dos quintas partes. 
La parte construida fue suficiente para alojar 1561 camas hospitalarias, además de las instalaciones del Colegio de Cirugía de San Carlos. El complejo se inauguró en agosto de 1781.
En 1849, el Hospital General de Madrid, a raíz de la reforma administrativa que siguió a las Cortes de Cádiz de 1812, pasó a ser regido y administrado por la Diputación Provincial; y se rebautizó como Hospital Provincial de Madrid. En 1861 el Ayuntamiento de Madrid compró la mayor parte de la zona que daba a la calle de Atocha por un millón trescientas ochenta mil setecientas once pesetas (1 380 711), y allí se construyeron casas de vecinos y una plaza (denominada actualmente Plaza de Sánchez Bustillo).

### Buscando una nueva sede: 1888-1936
El Hospital Provincial de la calle de Atocha no tenía posibilidades de crecimiento y desarrollo. Ya en 1888, el decano de Medicina, José Letamendi propuso la construcción de un nuevo hospital para resolver este problema. La oportunidad llegó cuando fue ministro de Instrucción Pública Amalio Gimeno y Cabañas, profesor de Patología General de San Carlos. El ministro, en 1911, nombró una comisión que debía estudiar la construcción de una nueva Facultad de Medicina con su Hospital Clínico y su lugar de emplazamiento.
Mientras tanto el viejo caserón de la calle Atocha debía ampliarse para poder atender a toda la población. Motivado por esta necesidad, se aprueba en la década de 1930 la elevación en una planta del edificio de Sabatini y la reforma de todas las buhardillas para adaptarlas a un uso hospitalario.
El lugar elegido fue la Huerta de La Moncloa que formaba parte de la finca de La Florida, cedida por la Corona al Gobierno en 1866. La ubicación elegida generó críticas en la prensa, dado que se encontraba a las afueras de Madrid y sería difícil para los estudiantes trasladarse a aquella zona.
En el año 1919, después de la crisis sanitaria provocada por la epidemia de gripe, arreciaron las presiones para mejorar los hospitales. El Gobierno de Alfonso XIII admitió la construcción del nuevo pabellón hospitalario y nombró otra Comisión para que diseñara el nuevo proyecto. Hasta 1927, la Comisión gestionó la adquisición del terreno y a principios de ese año presentó un proyecto para la construcción de la Facultad de Medicina, que fue desechado porque el Gobierno estaba pensando en un plan mucho más ambicioso: la Ciudad Universitaria.
En efecto, por Real Decreto de 17 de mayo de 1927 se creó la Junta Constructora de la Ciudad Universitaria. Dicha norma establecía que los fondos necesarios se recaudarían con donativos, subvenciones del Estado y con la creación de un sorteo de lotería, el 17 de mayo cada año, cuyos beneficios serían depositados a disposición de la Junta en el Ministerio de Hacienda. 
En la sesión de abril de 1928, los miembros de la Junta nombraron arquitecto director de obras y proyectos de la Ciudad Universitaria a Modesto López Otero, que escogió como colaboradores a Luis Lacasa y Manuel Sánchez Arcas que habían obtenido el primer premio en concurso del edificio del Instituto de Física y Química de la Fundación Rockefeller. El proyecto del Hospital Clínico fue obra de Manuel Sánchez Arcas. Era amigo de algunos miembros del GATEPAC (Grupo de Artistas y Técnicos Españoles, fundado en Zaragoza en 1930, que apostó por el racionalismo, como uno de los lenguajes estilísticos del movimiento moderno).
Bajo este influjo, Sánchez Arcas diseñó un hospital racionalista, estilo que predominaba en el resto de los edificios de la Ciudad Universitaria. Eduardo Torroja Miret, ingeniero de caminos, fue propuesto por López de Otero para asesorar en las cuestiones de estructuras y colaboró con Sánchez Arcas en el proyecto del hospital y, además, en el de la central térmica.
Las obras de explanación de los terrenos para edificar el Hospital Clínico empezaron en 1932, dos años después de las obras de la Facultad de Medicina, diseñada por Miguel de los Santos. En 1933 comenzó la construcción del nuevo recinto, en el Cerro del Pimiento. Sánchez Arcas diseñó un hospital con una capacidad de 1500 camas y con nueve plantas en la mitad norte y siete en la mitad sur.

### El hospital en la Guerra Civil
La previsión era inaugurar el nuevo pabellón en el mes de octubre de 1936 coincidiendo con el primer centenario del traslado de la Universidad Complutense de Alcalá a Madrid. En abril de 1937 el Clínico estaba prácticamente concluido, el estallido de la Guerra Civil no hacía suponer que este edificio supondría ser un objetivo codiciado por ambos bandos durante lo que sería la Defensa de Madrid. 
A mediados de noviembre del año 1936 las tropas del General Varela se aproximaban por la Casa de Campo y lograban penetrar por un vado del río Manzanares tras intensos combates en la lo que se denominó batalla de la Ciudad Universitaria. esta penetración avanzó por la Avenida de Séneca y quedó paralizada en un frente en forma de cuña el 23 de noviembre de 1936. El vértice de la cuña se encontraba en el Clínico. La batalla durante estos días fue encarnizada, llegando al cuerpo a cuerpo. Su ubicación en el Cerro del Pimiento representaba una posición privilegiada para controlar los movimientos de tropas de los alrededores. Hubo ocasiones en que unas plantas estaban ocupadas por soldados de un bando y otras por las del contrario. El edificio fue ocupado por tropas asaltantes durante todo el tiempo de la Guerra Civil. El destrozo del edificio fue considerable, habiéndosele practicado durante el conflicto la explosión de numerosas minas subterráneas.

### La posguerra: 1939-1965
Después de la Guerra Civil los edificios de la Ciudad Universitaria fueron reconstruidos con el mismo estilo arquitectónico y algunos de ellos por los mismos arquitectos anteriores al conflicto bélico, no ocurrió así con Sánchez Arcas que fue depurado tras la guerra e inhabilitado a perpetuidad para el ejercicio público y privado de su profesión, debiéndose exiliar a la Unión Soviética. El nuevo Estado no podía abandonar una obra de carácter nacional notablemente fundada y cuya utilidad y urgencia no habían disminuido. El 10 de febrero de 1940, por Ley Especial, se constituyó la Junta Constructora de la Ciudad Universitaria. El 22 de mayo de 1941 el Consejo de Ministros aprueba la reconstrucción del Hospital Clínico, nombrando a Miguel de los Santos, Pascual Bravo y Agustín Aguirre arquitectos para la realización de las obras.
Las obras de estructura del edificio, conforme al proyecto aprobado, se demoraron más de lo previsto, tanto por cuestiones políticas como económicas. Debido a su gran extensión se tuvo que reconstruir por fases hasta su finalización en el año 1949. El director del Hospital de San Carlos en Atocha, Profesor Francisco Martín Lagos (1897-1972), consigue, tras innumerables gestiones a todos los niveles, el presupuesto necesario para habilitar las plantas baja, primera y segunda del ala sur; obteniendo todos los recursos, tanto humanos como materiales, para desarrollar de esta forma la actividad asistencial y docente de dichas plantas. La Cátedra de Patología General del Profesor Manuel Bermejillo fue la primera que se trasladó desde Atocha a las nuevas dependencias de la Ciudad Universitaria, quedando el 20 de enero de 1951 como fecha histórica por iniciarse el traslado de actividades al Hospital actual. Igualmente debe anotarse para la historia que el primer paciente de nuestro actual Hospital fue María Garrido Berjano, ingresada el 21 de enero de 1951, en la cama n.º 1 de la Sala IV, con un diagnóstico de fiebre por infección local. Fue dada de alta, totalmente curada, el 6 de abril de 1951.
En la siguiente fase se terminaron, en su totalidad, las obras de la 2ª planta del ala sur, trasladándose la Cátedra de Patología General II, del Profesor José Casas Sánchez desde Atocha. Es relevante mencionar que el primer paciente atendido en esta Cátedra fue Joaquina Hernán Macedo, ingresada el 17 de enero de 1955, siendo tratada por el Dr. Pedro Zarco Gutiérrez con el diagnóstico de neoplasia de pulmón, dada de alta y trasladada al Instituto Nacional del Cáncer el 31 de enero. El ingreso en el Clínico de enfermos del Seguro Obligatorio de Enfermedad (SOE) se realizó a partir del 18 de octubre de 1962, de acuerdo con el Convenio Regulador firmado entre el Instituto Nacional de Previsión (INP) y la Dirección General de Enseñanza Universitaria.

### El nuevo edificio de Moncloa: 1965

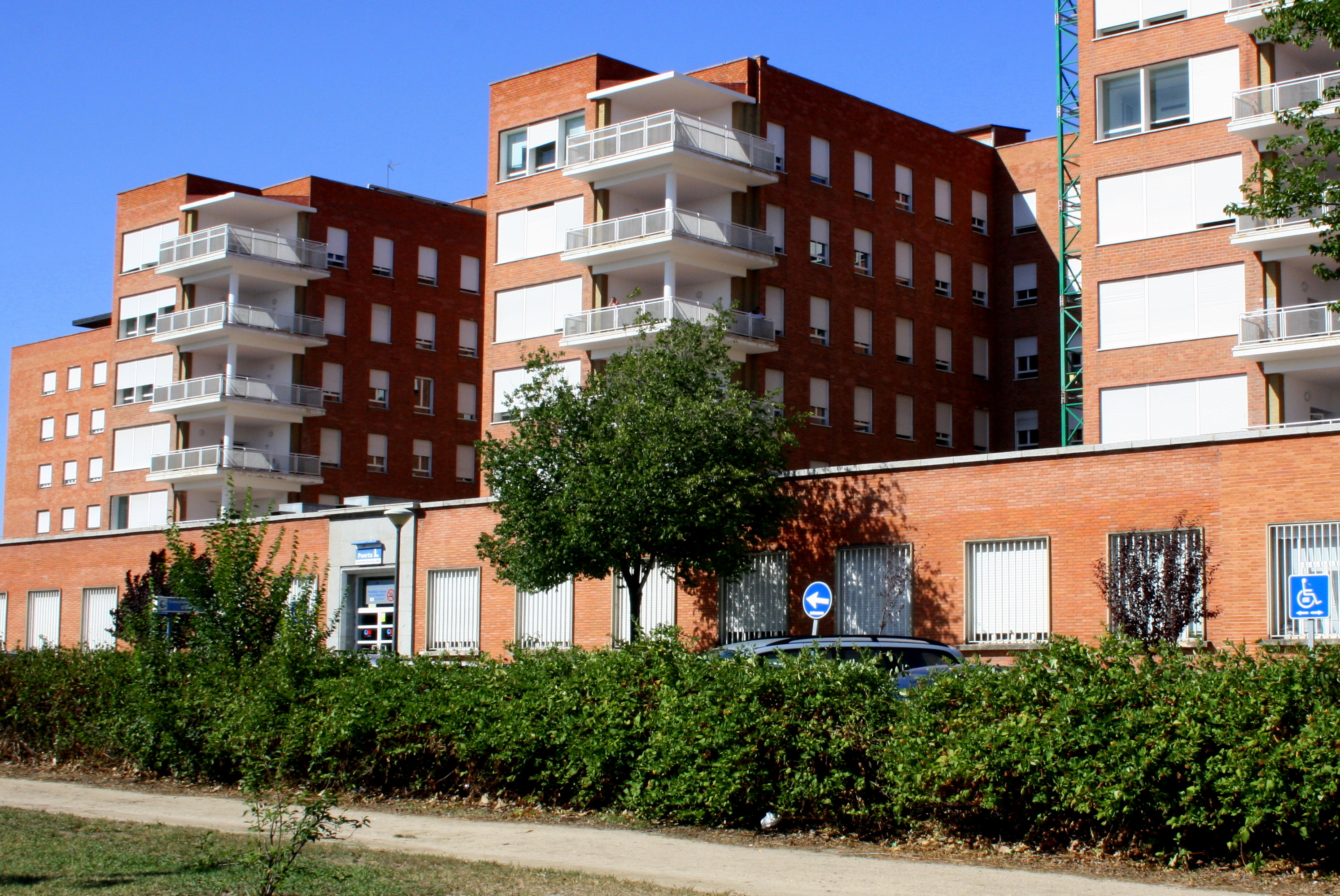
Nuevo edificio de Moncloa.

El 1 de octubre de 1965 marcó el fin de las actividades del viejo Hospital de la calle de Atocha. Se trasladaron todas las cátedras al nuevo Hospital, instalándose provisionalmente en el ala sur hasta que finalizasen las obras del ala norte. La vieja Facultad de Medicina de San Carlos en la calle de Atocha, se clausuró después de 122 años de actividad.  El 7 de octubre de 1968 se firmó el convenio regulador de la colaboración entre la Universidad y la Seguridad Social. En febrero de 1969, y una vez superadas todas las dificultades que surgieron tras la aprobación del proyecto en 1928, se logró inaugurar el Hospital, adecuándose todas las cátedras, departamentos y unidades para cumplir la tripe función: docente, asistencial e investigadora.
Distintos problemas competenciales y legales entre los Ministerios de Educación y de Trabajo y Seguridad Social (después de Sanidad) mantuvieron al Hospital Clínico en una situación real de indefinición jurídica durante los años setenta y parte de los ochenta. En 1986 se integra el Hospital Clínico San Carlos en la Red de Hospitales del sector público por Real Decreto 1.558 de 19 de junio. Se estableció una cesión dominial por la que la Universidad mantiene la propiedad de los terrenos y del edificio, pero el Instituto Nacional de la Salud (INSALUD), dependiente del Ministerio de Sanidad y Consumo, asume la gestión total e íntegra del personal. Las relaciones entre ambas instituciones se rigen por un concierto. Desde el 1 de enero de 2002, en que el INSALUD es transferido a la Consejería de Sanidad de la Comunidad de Madrid, es el Gobierno regional, a través del recién creado Instituto Madrileño de la Salud, el que ha heredado todas las competencias del extinguido INSALUD. El concierto con la Universidad Complutense se encuentra prorrogado tácitamente en los mismos términos.

### Nuevos usos para el caserón de Atocha
Posteriormente al cierre del complejo para usos hospitalarios, surgieron diferentes iniciativas que buscaron llenar de contenido estas instalaciones en desuso. En 1970 se decide la instalación en la vieja Facultad de Medicina de San Carlos de la sede del Colegio Oficial de Médicos de Madrid. Años después (1977) se declara -gracias a un Real Decreto- todo el conjunto Monumento Histórico Artístico lo que evitó su previsible demolición. En 1980 se inician las obras de restauración del inmueble tras 15 años de abandono. Estas obras fueron firmadas por Antonio Fernández Alba. El objetivo de dicha intervención era la creación de un espacio de referencia en el Arte Contemporáneo en España. En 1986 se creará en estas instalaciones el Centro de Arte Reina Sofía.
Un año después 1987 el Ministerio de Cultura en coordinación con el de Educación encargan a Manuel e Ignacio de las Casas y Jaime Lorenzo la rehabilitación del ala norte del inmueble. Esta ala había quedado desgajada del resto del Edificio Sabatini en 1929 debido a la prolongación de la calle Santa Isabel. El objeto de esta reforma era la configuración de la nueva sede del Real Conservatorio de Música de Madrid así como de la Real Escuela Superior de Arte Dramático y Danza.
A finales de 1988 se lleva a cabo la penúltima intervención en el Edificio Sabatini, por el arquitecto Antonio Vázquez de Castro de la que cabría destacar especialmente la construcción de las tres torres de ascensores, de vidrio y acero, diseñadas en colaboración con el arquitecto británico Ian Ritchie. Esta intervención será la antesala de la transformación del "Centro de Arte" en el actual Museo Nacional Centro de Arte Reina Sofía. 
Dos años después, el 12 de diciembre de 1990 se inaugura la nueva sede de la Real Conservatorio Superior de Música de Madrid. La Real Escuela Superior de Arte Dramático y Danza (con la que iba a compartir la sede) se desgajará en dos instituciones: la Real Escuela Superior de Arte Dramático y la Escuela Profesional de Danza.
El 10 de septiembre de 1992 los reyes Juan Carlos y Sofía inauguraron la colección permanente del Museo Nacional Centro de Arte Reina Sofía -que hasta este momento había acogido únicamente exposiciones de carácter temporal- tras asumir todos los fondos del extinto Museo Español de Arte Contemporáneo. Esta Colección permanente tendrá como buque insignia el Guernica que se traerá desde su ubicación del Casón del Buen Retiro. 
La última intervención -aunque ya en un edificio ajeno al conjunto que diseñó Villanueva- se produjo en el año 2005. La intervención se produjo en el lado posterior del complejo, tras la demolición del Instituto de Bachillerato a Distancia y la construcción de un edificio singular por el arquitecto francés Jean Nouvel.

## Localización
La actividad de este hospital, se inició a finales del siglo XVI en la calle Atocha, siendo denominado "General de Madrid" (hasta 1849) y "Provincial de Madrid", entre 1849 y 1965. Desde 1965 se encuentra en Ciudad Universitaria (distrito de Moncloa-Aravaca), asentado sobre una superficie de 175 000 metros cuadrados.

## Actualidad
En el hospital trabajan actualmente más de 5000 profesionales y es el centro de referencia para la formación de sanitarios de la Universidad Complutense de Madrid junto con los hospitales Gregorio Marañón y 12 de Octubre. Es el hospital de referencia del Área 7 de Atención Especializada de Madrid, conformado además por el centro de especialidades quirúrgicas Pabellón 8 (situado en la Facultad de Medicina), y los centros de especialidades Modesto Lafuente y Avenida de Portugal. El número de camas instaladas es de 1193, 214 locales de consultas externas, 30 quirófanos, y equipamiento diagnóstico de última generación. Todo ello hace que el Hospital Clínico San Carlos se sitúe a la vanguardia de los Hospitales de la Comunidad de Madrid y de España. Del Hospital Clínico San Carlos depende el Centro Sanitario Sandoval, especializado en enfermedades de transmisión sexual.

## Localizaciones de cine
Este hospital ha aparecido con frecuencia en el cine español, tanto sus exteriores como el interior. Algunas de las películas en las que aparece son: Frente de Madrid (Edgar Neville, 1939), Murió hace quince años (Rafael Gil, 1954), Héroes de blanco (Enrique Carreras, 1962, coproducción hispanoargentina), El sol en el espejo (Antonio Román, 1963), La visita que no tocó el timbre (Mario Camus, 1965), El insólito embarazo de los Martínez (Javier Aguirre, 1974), Tacones lejanos (Pedro Almodóvar, 1991), Siete mil días juntos (Fernando Fernán Gómez, 1994), Las razones de mis amigos (Gerardo Herrero, 2000), Los abrazos rotos (Pedro Almodóvar, 2009) y Amor, curiosidad, prozac y dudas (Miguel Santesmases, 2001).